# Xie Zhenye
Dans ce nom chinois, le nom de famille, Xie, précède le nom personnel.
Xie Zhenye (né le 17 août 1993 dans le Zhejiang) est un athlète chinois, spécialiste du sprint.
Détenteur du record d'Asie du 200 m en 19 s 88, il a détenu pendant 3 jours seulement (du 19 au 22 juin 2018) le record de Chine du 100 m en 9 s 97.

## Biographie
En 2010, il remporte la médaille d’or du 200 m lors de l’édition inaugurale des Jeux olympiques de la jeunesse à Singapour.
Le 7 juillet 2013, il devient champion d'Asie à Pune sur 200 mètres en 20 s 87.
Après avoir été célébré dans le Stade national de Pékin pour avoir battu, dans un premier temps, le record de Chine du 200 m, il est disqualifié lors des Championnats du monde 2015.
Le 19 mars 2016, Zhenye échoue au pied du podium des championnats du monde en salle de Portland sur 60 m en 6 s 53. Le 18 mai 2016, lors du World Challenge de Pékin, il contribue au 38 s 21 de l'équipe chinoise de relais composée de Yang Yang, Xie Zhenye, Su Bingtian et Zhang Peimeng, le 2e meilleur temps de l'année.
Le 15 avril 2017, il réalise 9 s 91 sur 100 m à Clermont mais cette performance ne peut être homologuée à cause d'un vent trop fort (+ 4,1 m/s). Le 17 mai, lors du meeting Diamond League de Shanghai, Zhenye se classe 5e du 200 m en 20 s 40 et établit un nouveau record de Chine. Le 3 septembre, il remporte les Jeux nationaux sur la distance reine en portant son record à 10 s 04. Deux jours plus tard, il s'impose sur le 200 m en améliorant son propre record national en 20 s 20.
Le 20 mai 2018, Zhenye remporte le meeting d'Osaka sur le 200 m en améliorant son propre record de Chine, cette fois en 20 s 16 (+ 0,9 m/s). Le 19 juin, lors du meeting de Montreuil, alors qu'il est placé au couloir n° 1, Xie remporte la course en courant en 9 s 97 (+ 0,9 m/s) pour devenir le nouveau détenteur du record national, battant les 9 s 99 de Su Bingtian de 2015. Il devient par la même occasion le 2e homme le plus rapide de l'histoire en Asie, derrière Femi Ogunode (9 s 91). Mais ce record de ne tiendra que trois jours : le 22 juin, à Madrid, Su Bingtian le reprend en égalant le record d'Asie en 9 s 91. Le 1er juillet, à La Chaux-de-Fonds, il confirme en remportant sa série en 9 s 98 (+ 0,2 m/s) puis termine 2e de la finale en 10 s 06 (- 0,3 m/s) derrière le Sud-Africain Emile Erasmus (10 s 02) . Sur sa lancée, il remporte le 200 m de la Coupe du monde à Londres.
En avril 2019, il remporte, six ans après Pune, la médaille d’or du 200 m, en 20 s 33, lors des Championnats d'Asie 2019 à Doha. Le 21 juillet 2019, il remporte le London Grand Prix sur 200 m en descendant pour la première fois sous les 20 secondes, en 19 s 88, et améliore le record d'Asie de la distance détenu depuis 2015 par Femi Ogunode en 19 s 97.
En 2021, aux Jeux olympiques de Tokyo, avec ses coéquipiers Tang Xingqiang, Su Bingtian et Wu Zhiqiang, il remporte la médaille de bronze au relais 4 × 100 mètres.

## Palmarès
| Date | Compétition                    | Lieu             | Résultat | Épreuve   | Temps         |
| ---- | ------------------------------ | ---------------- | -------- | --------- | ------------- |
| 2010 | Jeux olympiques de la jeunesse | Singapour        | 1er      | 200 m     | 21 s 22       |
| 2012 | Championnats d'Asie juniors    | Colombo          | 2e       | 100 m     | 10 s 54       |
| 2012 | Championnats d'Asie juniors    | Colombo          | 1er      | 200 m     | 21 s 15       |
| 2012 | Championnats du monde juniors  | Barcelone        | 8e       | 100 m     | 10 s 49       |
| 2012 | Championnats du monde juniors  | Barcelone        | 5e       | 200 m     | 20 s 66       |
| 2013 | Championnats d'Asie            | Pune             | 1er      | 200 m     | 20 s 87       |
| 2013 | Championnats d'Asie            | Pune             | 3e       | 4 × 100 m | 39 s 17       |
| 2014 | Relais mondiaux de l'IAAF      | Nassau           | 7e       | 4 × 200 m | 1 min 25 s 83 |
| 2014 | Jeux asiatiques                | Incheon          | 1er      | 4 × 100 m | 37 s 99       |
| 2015 | Championnats du monde          | Pékin            | 2e       | 4 × 100 m | 38 s 01       |
| 2016 | Championnats du monde en salle | Portland         | 4e       | 60 m      | 6 s 53        |
| 2016 | Jeux olympiques                | Rio de Janeiro   | 4e       | 4 × 100 m | 37 s 90       |
| 2017 | Relais mondiaux de l'IAAF      | Nassau           | 3e       | 4 × 100 m | 39 s 22       |
| 2017 | Championnats du monde          | Londres          | 4e       | 4 x 100 m | 38 s 34       |
| 2018 | Championnats du monde en salle | Birmingham       | 4e       | 60 m      | 6 s 52        |
| 2018 | Coupe du monde                 | Londres          | 1er      | 200 m     | 20 s 25       |
| 2019 | Championnats d'Asie            | Doha             | 1er      | 200 m     | 20 s 33       |
| 2019 | Relais mondiaux de l'IAAF      | Yokohama         | 4e       | 4 x 100 m | 38 s 16       |
| 2019 | Ligue de diamant               | Ligue de diamant | 2e       | 100 m     | 10 s 04       |
| 2019 | Championnats du monde          | Doha             | 7e       | 200 m     | 20 s 14       |
| 2021 | Jeux olympiques                | Tokyo            | 3e       | 4 × 100 m | 37 s 79       |
| 2023 | Championnats d'Asie            | Bangkok          | 2e       | 4 × 100 m | 38 s 87       |
| 2023 | Jeux asiatiques                | Hangzhou         | 1er      | 100 m     | 9 s 97        |
| 2023 | Jeux asiatiques                | Hangzhou         | 1er      | 4 x 100 m | 38 s 29       |
| 2024 | Jeux olympiques                | Paris            | 7e       | 4 × 100 m | 38 s 06       |

## Records
| Épreuve | Épreuve   | Temps        | Lieu       | Date            |
| ------- | --------- | ------------ | ---------- | --------------- |
| 60 m    | En salle  | 6 s 52       | Birmingham | 3 mars 2018     |
| 100 m   | Plein air | 9 s 97       | Montreuil  | 19 juin 2018    |
| 200 m   | Plein air | 19 s 88 (AR) | Londres    | 21 juillet 2019 |
| 200 m   | En salle  | 20 s 93      | Nankin     | 7 mars 2013     |